# Sebastian Heymann
Sebastian Heymann (* 1. März 1998 in Heilbronn) ist ein deutscher Handballspieler auf der Position Rückraum links, der in der Bundesliga bei den Rhein-Neckar Löwen und in der deutschen Nationalmannschaft spielt.

## Vereinskarriere
Sebastian Heymann begann im Alter von drei Jahren mit dem Handball und durchlief alle Jugendklassen bei seinem Heimatverein TSB Heilbronn-Horkheim. Mit 17 Jahren debütierte er in der Saison 2015/16 in der 3. Liga und erzielte 86 Tore in 18 Spielen. Im Jahr 2016 unterschrieb er einen Profivertrag beim Bundesligisten Frisch Auf Göppingen mit Zweitspielrecht bei Horkheim. Sein Erstligadebüt bei Frisch Auf gab Heymann am 11. September 2016 gegen GWD Minden, als er in 25 Minuten sechs Tore erzielte. In seiner ersten Bundesligasaison debütierte Heymann auch im Europapokal und gewann mit Frisch Auf den EHF-Pokal 2017.
In der Saison 2017/18 fiel Heymann wegen eines Mittelfußbruchs mehr als vier Monate lang aus. Nach dem Comeback und der ersten Saison 2018/19 unter dem neuen Trainer Hartmut Mayerhoffer verletzte er sich im Oktober 2019 erneut schwer mit einem Kreuzbandriss im rechten Knie. Elf Monate später erfolgte sein erneutes Comeback und mit 148 Toren spielte er seine bisher beste Bundesliga-Saison 2020/21. Wenige Wochen vor dem Ende der Saison 2021/22 musste er im Mai 2022 den nächsten schweren Rückschlag hinnehmen, dieses Mal riss das Kreuzband im linken Knie. Nach seinem dritten Comeback im März 2023 erreichte er mit Göppingen den dritten Platz beim Finalturnier der European League.
Im Sommer 2024 wechselte er nach acht Spieljahren von Frisch Auf Göppingen zu den Rhein-Neckar Löwen.

## Auswahlmannschaften
Am 8. Juli 2014 debütierte Sebastian Heymann in der U17-Nationalmannschaft der Jahrgänge 1998/99 beim Freundschaftsspiel gegen Frankreich. Mit diesem Team gewann er beim EYOF 2015 die Bronzemedaille und erzielte in den fünf EYOF-Spielen 25 Tore. Im Dezember 2015 wurde er in den Elitekader des DHB aufgenommen.
Bei der U18-Europameisterschaft 2016 gewann Heymann mit der deutschen Mannschaft erneut die Bronzemedaille und wurde in das All-Star-Team berufen. Mit 49 Toren in 7 Spielen belegte er als bester deutscher Werfer den siebten Platz in der EM-Torjägerliste. Das U18-Team hatte in der Saison bereits die Turniere Sparkassencup Merzig und Nations-Cup Lübeck gewonnen. In der folgenden Saison absolvierte Heymann nur wenige Spiele in der U19-Nationalmannschaft. Stattdessen wurde er ab Januar 2017 immer wieder zu Maßnahmen der U21-Junioren-Nationalmannschaft des älteren Jahrgangs 1996/97 eingeladen. Mit dem Team belegte er bei der Junioren-Weltmeisterschaft 2017 in Algerien den vierten Platz. Trotz seines jungen Alters bekam er viel Einsatzzeit und erzielte 24 Tore.
Für die folgende Saison 2017/18 sollte Sebastian Heymann wieder in die U20-Nationalmannschaft seines Jahrgangs zurückkehren, was aber durch seine erste schwere Verletzung verhindert wurde. Bei einem Comeback Versuch bei der Airport-Trophy im Juli 2018 knickte er aber im dritten Spiel um und verletzte sich leicht. Aus diesem Grund verzichtete man auf einen Einsatz bei der U20-Europameisterschaft 2018. Nach starken Leistungen in der Vorrunde der Bundesligasaison 2018/19 wurde er von Bundestrainer Christian Prokop in den 28er-Kader für die Weltmeisterschaft 2019 berufen. Heymann gab am 9. März 2019 beim Spiel gegen die Schweiz sein Länderspieldebüt für die deutsche A-Nationalmannschaft. Im Sommer 2019 nahm er am Ende seiner Juniorenzeit noch einmal an der U21-Weltmeisterschaft in Spanien teil. Das Team verlor sein Viertelfinale knapp nach Verlängerung gegen Portugal und belegte den 9. Platz. Heymann war mit 38 Toren in sieben Spielen erneut erfolgreichster Torschütze des deutschen Teams.
Bedingt durch die beiden weiteren Verletzungen verpasste Heymann in den folgenden Jahren immer wieder die großen Turniere der Nationalmannschaft. Bei der Europameisterschaft 2022 bestritt er die ersten drei Spiele, bevor ein positiver COVID-19-Test sein Turnier beendete. Er stand im Kader für die Heim-Europameisterschaft 2024 und belegte mit Deutschland den 4. Platz. Bei den Olympischen Spielen 2024 in Paris gewann er mit der deutschen Nationalmannschaft die Silbermedaille. Dafür wurden er und sein Team am 4. November 2024 vom Bundespräsidenten Frank-Walter Steinmeier mit dem Silbernen Lorbeerblatt ausgezeichnet.

## Erfolge
- 2015: Bronzemedaille beim Europäischen Olympischen Jugendfestival 2015 mit der deutschen U17-Nationalmannschaft
- 2016: Bronzemedaille bei der U18-Europameisterschaft mit der deutschen U18-Nationalmannschaft
- 2017: EHF-Pokal mit Frisch Auf Göppingen
- 2024: Silbermedaille bei den Olympischen Spielen mit der deutschen Nationalmannschaft

## Saisonbilanzen
| Saison  | Verein               | Spielklasse | Spiele | Tore | 7-Meter | Feldtore |
| ------- | -------------------- | ----------- | ------ | ---- | ------- | -------- |
| 2016/17 | Frisch Auf Göppingen | Bundesliga  | 16     | 27   | 0       | 27       |
| 2017/18 | Frisch Auf Göppingen | Bundesliga  | 12     | 15   | 0       | 15       |
| 2018/19 | Frisch Auf Göppingen | Bundesliga  | 32     | 104  | 0       | 104      |
| 2019/20 | Frisch Auf Göppingen | Bundesliga  | 9      | 22   | 0       | 22       |
| 2020/21 | Frisch Auf Göppingen | Bundesliga  | 37     | 148  | 0       | 148      |
| 2021/22 | Frisch Auf Göppingen | Bundesliga  | 24     | 97   | 0       | 97       |
| 2022/23 | Frisch Auf Göppingen | Bundesliga  | 9      | 2    | 0       | 2        |
| 2023/24 | Frisch Auf Göppingen | Bundesliga  | 32     | 90   | 0       | 90       |
| 2024/25 | Rhein-Neckar Löwen   | Bundesliga  | 20     | 47   | 0       | 47       |
| gesamt  | gesamt               | gesamt      | 191    | 552  | 0       | 552      |